# Райсько (Бжеський повіт)
Райсько (пол. Rajsko) — село в Польщі, у гміні Щурова Бжеського повіту Малопольського воєводства.
Населення — 202 особи (2011).
У 1975-1998 роках село належало до Тарновського воєводства.

## Демографія
Демографічна структура станом на 31 березня 2011 року:
|          | Загалом | Допрацездатний вік | Працездатний вік | Постпрацездатний вік |
| -------- | ------- | ------------------ | ---------------- | -------------------- |
| Чоловіки | 94      | 14                 | 73               | 7                    |
| Жінки    | 108     | 26                 | 60               | 22                   |
| Разом    | 202     | 40                 | 133              | 29                   |